# Omalium rugatum
Omalium rugatum är en skalbaggsart som beskrevs av Étienne Mulsant och Claudius Rey 1880. Omalium rugatum ingår i släktet Omalium, och familjen kortvingar. Arten är reproducerande i Sverige.